# Kalinowski (nazwisko)
Kalinowski – polskie nazwisko. 

## Niektóre osoby noszące nazwisko Kalinowski
- Edward Kalinowski (ur. 3 grudnia 1891 w Warszawie, zm. 23 lipca 1938 w Siedlcach) – tytularny major dyplomowany kawalerii Wojska Polskiego.
- Jarosław Kalinowski (ur. 12 kwietnia 1962 w Wyszkowie) – polski zootechnik i polityk.
- Konstanty Kalinowski (ur. 26 marca 1935 w Wilnie, zm. 27 grudnia 2002 w Poznaniu) – historyk sztuki, profesor UAM, doradca prezydenta RP Aleksandra Kwaśniewskiego do spraw rewindykacji utraconych dzieł sztuki.
- Marcin Kalinowski herbu Kalinowa (ur. około 1605, zm. 2 czerwca 1652 w Batohu) – hetman polny koronny w latach 1646–1652.
- Maria Makowska-Kalinowska (ur. 1945) i Bogdan Kalinowski (ur. 1939, zm. 2017) – poznańskie małżeństwo miłośników kina, które wspólnym oglądaniem filmów zajmuje się regularnie od 1973 roku.
- Rafał Kalinowski (ur. 1 września 1835 w Wilnie, zm. 15 listopada 1907 w Wadowicach) – polski duchowny rzymskokatolicki, karmelita bosy, inżynier, oficer armii Imperium Rosyjskiego w stopniu porucznika, powstaniec styczniowy, sybirak, nauczyciel, wychowawca, święty Kościoła katolickiego.
- Robert Kalinowski (ur. 1971 w Płocku) – polski strongman oraz aktor.
- Samuel Jerzy Kalinowski herbu Kalinowa (zm. 3 czerwca 1652 roku) – oboźny koronny (dworski) w latach 1649–1652, oboźny wojskowy do 1649 roku, starosta czernihowski w latach 1648–1652, starosta bracławski i lityński w latach 1643–1652, starosta lubecki
- Sławomir Kalinowski (ur. 1978) – polski naukowiec, specjalista od ubóstwa i poziomu życia na wsi.
- Wincenty Konstanty Kalinowski herbu Kalinowa (ur. 21 stycznia?/2 lutego 1838 w Mostowlanach, zm. 10 marca?/22 marca 1864 w Wilnie) – powstaniec styczniowy, komisarz Rządu Narodowego na województwo grodzieńskie, a następnie na Litwę i Białoruś, bohater narodowy Polski, Litwy i Białorusi, z zawodu dziennikarz i prawnik.